# 曼韋利夫卡
48°13′25″N 35°52′22″E / 48.22361°N 35.87278°E
曼韋利夫卡（烏克蘭語：Манвелівка），是烏克蘭的村落，位於該國中部第聶伯羅彼得羅夫斯克州，由瓦西利基夫卡區負責管轄，分別距離多利纳1公里和新瓦西里基夫卡1.5公里，2025年人口663。